# 菲律賓曙鳳蝶
菲律賓曙鳳蝶（学名：Atrophaneura semperi），又名白背曙鳳蝶，为鳳蝶科曙鳳蝶屬下的一个种。分布於印尼、馬來西亞及菲律賓。牠是該屬的模式種。
翼展為 12–15 公分。翅膀為黑色。身體覆有紅色的毛。後翅的腹面帶有一些紅色斑紋。雌蝶為深褐色，翅膀背面帶有淡粉紅色的斑紋。
幼蟲以馬兜鈴屬（Aristolochia）植物為食。

## 亞種

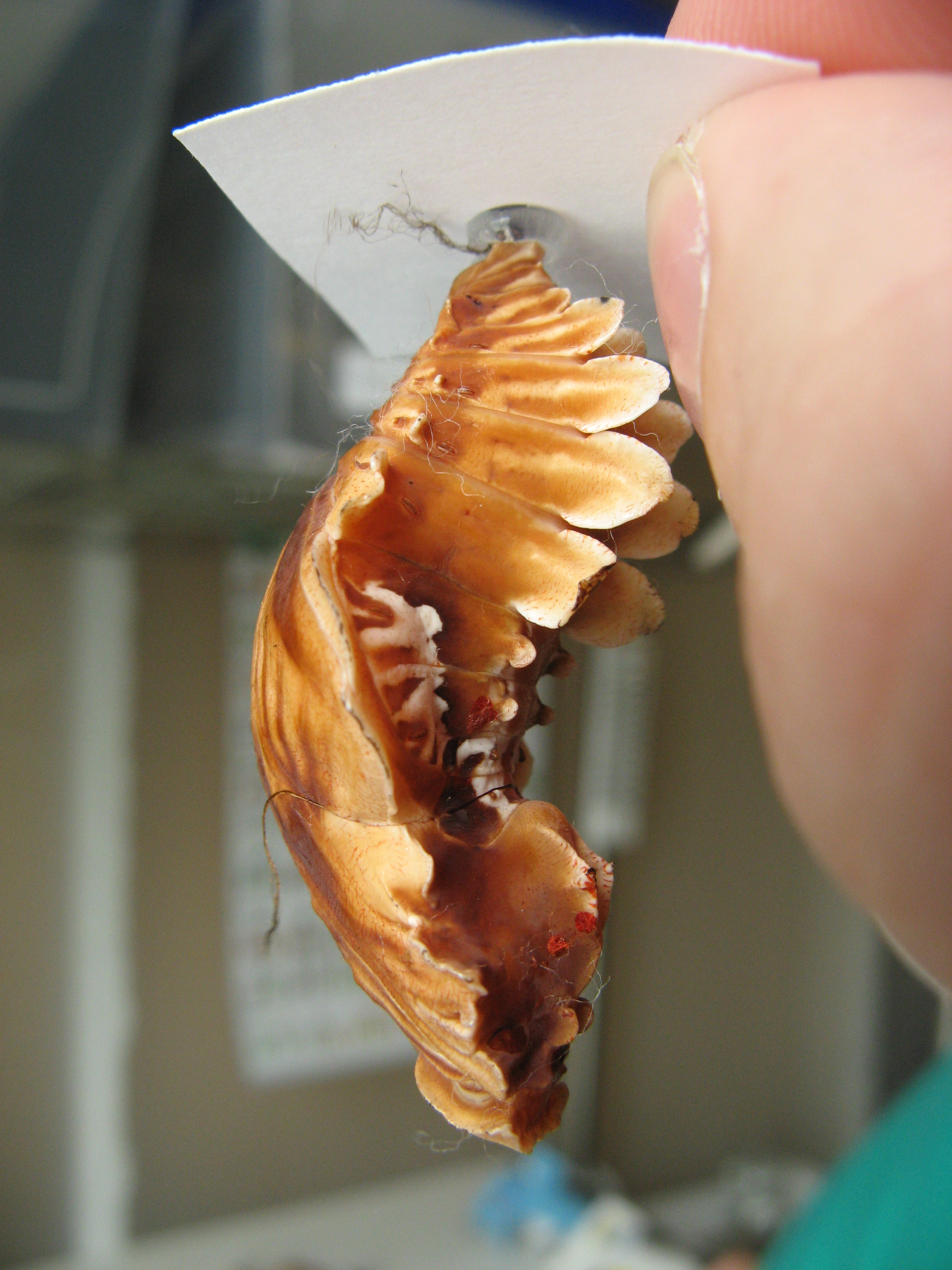
蛹

- Atrophaneura semperi semperi（菲律賓：呂宋島的卡米金島、波利略島）
- Atrophaneura semperi aphthonia (Rothschild, 1908)（菲律賓：棉蘭老島的卡米金島、迪納加特群島、棉蘭老島、錫亞高島）
- Atrophaneura semperi melanotus (Staudinger, 1889)（菲律賓：巴拉望、卡拉棉群島）
- Atrophaneura semperi albofasciata (Semper, 1892)（菲律賓：民都洛）
- Atrophaneura semperi supernotatus (Rothschild, 1895)（菲律賓：保和、宿霧、雷伊泰島、帕納翁島、薩馬島）
- Atrophaneura semperi baglantis (Rothschild, 1908)（菲律賓：內格羅斯島）
- Atrophaneura semperi imogene Schröder & Treadaway, 1979（菲律賓：錫布延島）
- Atrophaneura semperi lizae Schröder & Treadaway, 1984（菲律賓：班乃島）
- Atrophaneura semperi sorsogona Page & Treadaway, 1996（菲律賓：呂宋東南部）
- Atrophaneura semperi justini Page & Treadaway, 2003（菲律賓：馬斯巴特島）

## 扩展阅读
- 維基物種上的相關：菲律賓曙鳳蝶